# Acrotrichis intermedia
Acrotrichis intermedia är en skalbaggsart som först beskrevs av Gillmeister 1845.  Acrotrichis intermedia ingår i släktet Acrotrichis, och familjen fjädervingar. Arten är reproducerande i Sverige.

## Bildgalleri

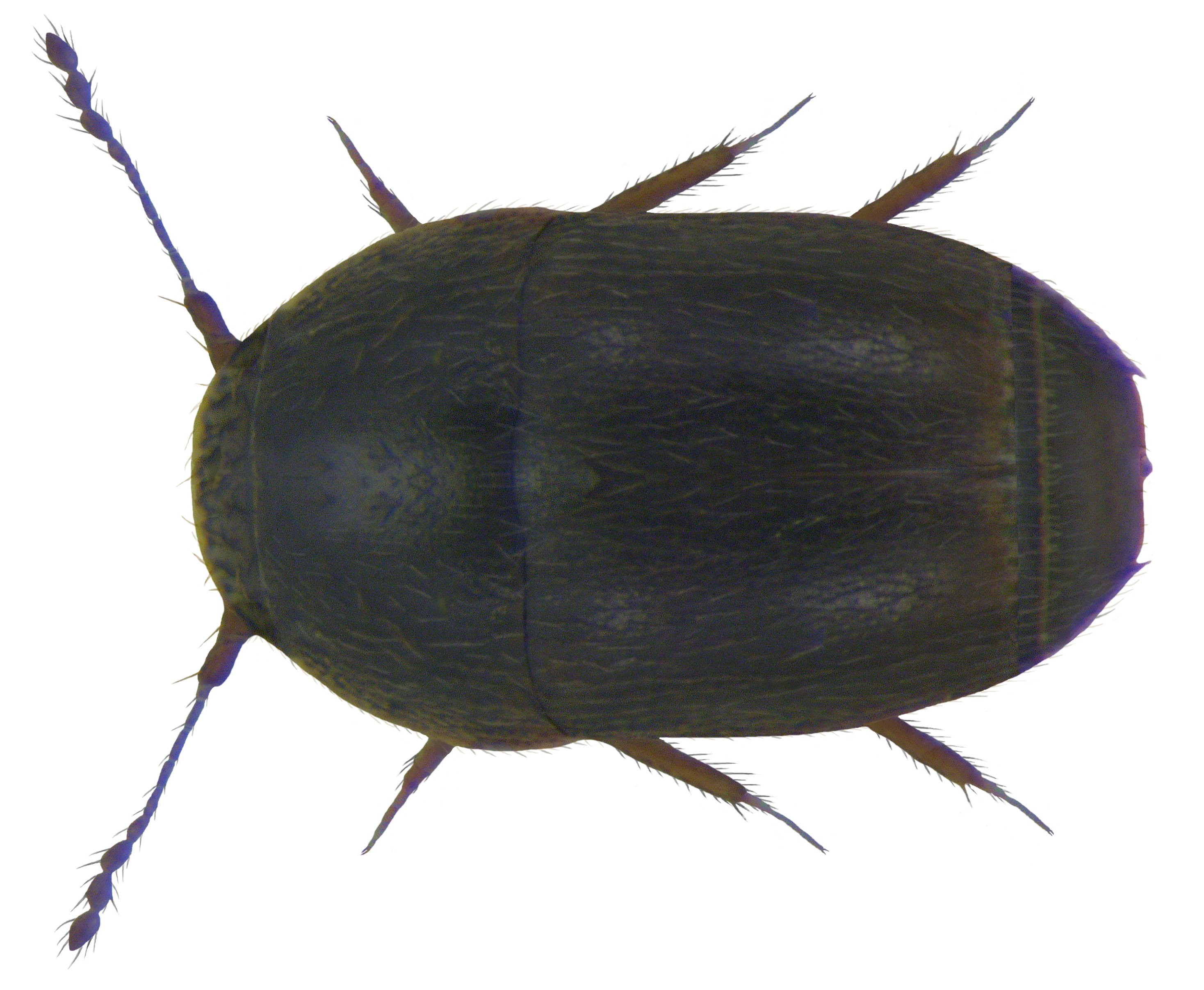
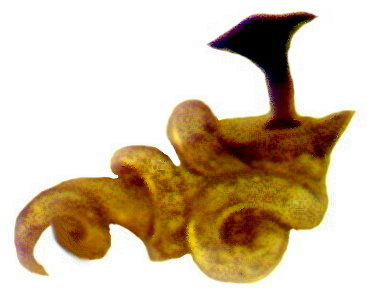